# Carybdea rastonii
Carybdea rastonii é uma espécie de água-viva cúbica (Cubozoa) da família Carybdeidae.